# Josep Romeu
Josep Romeu Argemi né le 22 mai 1990 à Barcelone, est un joueur de hockey sur gazon espagnol. Il évolue au poste de défenseur au Club Egara et avec l'équipe nationale espagnole.
Il a participé aux Jeux olympiques d'été de 2016 et de 2020.

## Carrière

### Coupe du monde
- Premier tour : 2018

### Championnat d'Europe
- : 2019
- Top 8 : 2017, 2021

### Jeux olympiques
- Top 8 : 2016, 2020